# Благовещенский мост
Благове́щенский мост (с 1855 по 1918 — Никола́евский мост, с 1918 по 2007 — мост Лейтена́нта Шми́дта) — автодорожный металлический разводной мост через Большую Неву в Санкт-Петербурге. Соединяет между собой Васильевский и 2-й Адмиралтейский острова. Первый постоянный мост через Неву. На сегодняшний день это единственный мост на Неве, фундамент которого выполнен из деревянных свай. В 1990 году перильное ограждение, фонари и павильоны моста включены в список объектов культурного наследия России регионального значения, находятся под охраной государства.
Первый арочный мост построен в 1843—1850 годах по проекту С. В. Кербедза. В 1936—1939 годах по проекту инженера Г. П. Передерия мост перестроен в балочный, разводной пролёт был размещён над серединой русла реки. Архитектурный облик балочного моста оказался неудачным и не вписывающимся в городскую застройку центра города. В 2005—2007 годах проведена реконструкция, в ходе которой мосту был возвращён исторический облик.

## Расположение
Мост соединяет площадь Трезини, Университетскую набережную и набережную Лейтенанта Шмидта (Василеостровский район) c площадью Труда и Английской набережной (Адмиралтейский район).
Выше по течению находится Дворцовый мост, ниже — мост через Корабельный фарватер (Невская губа Финского залива). В соответствии с действующими условиями судоходства Благовещенский мост является границей «река-море». До моста со стороны центра — это река, находящаяся под юрисдикцией Управления Волго-Балтийского водного пути, а после моста водный путь находится под управлением Морской администрации порта Санкт-Петербурга, где действуют морские правила судоходства, осуществляется плавание судов в дневное время, в том числе океанских круизных лайнеров, производится накопление караванов судов для ночной проводки по Неве.

## Название
В проекте и во время строительства мост назывался Невским. Открытый 21 ноября 1850 года мост был назван Благовещенским по находившейся на левом берегу Благовещенской площади и Благовещенской церкви (снесённой в 1929 году). После кончины Николая I в 1855 году мост стал называться Николаевским. 17 ноября 1918 года мост был переименован в мост Лейтенанта Шмидта, в память П. П. Шмидта — руководителя восстания на крейсере «Очаков» в 1905 году. 14 августа 2007 года мосту было возвращено название Благовещенский.

## История
До строительства постоянного моста с 1727 года существовал наплавной Исаакиевский мост, который был расположен выше по течению в створе современной Сенатской площади. Сооружению первого постоянного моста через Неву предшествовала продолжительная научно-экспериментальная работа и творческая деятельность ряда поколений мостостроителей, учёных, техников и энтузиастов.
Со второй половины XVIII века до 1840-х годов в государственные учреждения поступило на рецензирование свыше 60 проектов и предложений, не считая не обнаруженных, но известных по архивным спискам технических решений, авторами которых были известные мостостроители Е. А. Адам, П. С. Богданов, А. Д. Готман, Брунст, М. Г. Дестрем и другие. Среди авторов проектов были крепостной крестьянин М. Калашников, архитектор Д. Тромбара, ржевский мещанин Немилов, крупные мостостроители С. В. Кербедз и Васильев, статс-секретарь Логинов, архитектор А. Л. Витберг, изобретатель-самоучка И. П. Кулибин, инженеры П. П. Базен, И. К. Герард. Среди зарубежных авторов были немецкий купец Шиль, французский инженер Дефонтен, итальянский художник и архитектор Ф. Миноцци, английский техники Кларк и И. С. Лудон, немецкие инженеры Ловес и Куммер, известный французский архитектор-мостостроитель Ж.-Р. Перроне и многие другие. Кулибин предложил в 1776 году построить деревянный, арочный однопролётный мост длиной 299 м. Перроне в 1781 году составил проект «каменного через р. Неву моста о семи арках с средним пролётом, покрытым поворотными полотнами на плашкоутах для пропуска мачтовых судов». Герард в 1800 году предложил «проект каменного моста о 13 пролётах». Проект Базена 1825 года предусматривал строительство цепного моста через Неву с устройством обходного канала на Васильевском острове для проводки судов:88. Первоначальный проект Кербедза предполагал строительство цепного моста через Неву с двумя опорами на середине реки, между которыми размещалась подъёмная часть.
Предметом дискуссий была и трасса моста. Рассматривалось 3 основных варианта — на месте наплавных Исаакиевского и Дворцового мостов и против центральной части здания Адмиралтейства. Инженер Корпуса путей сообщения М. Г. Дестрем предложил вариант трассы моста — от истока Крюкова канала. Для этого было предложено заключить в подземную трубу часть Крюкова канала от его истока до пересечения с Адмиралтейским каналом и на этом месте создать предмостовую площадь с церковью посередине. С одобрения Николая I этот вариант трассы был принят к исполнению. Адмиралтейский канал был засыпан (заключён в трубу) на участке от Сенатской площади до Крюкова канала, а на его месте разбит Конногвардейский бульвар. В подземную трубу была заключена также часть Крюкова канала от его истока до существовавшего в то время деревянного моста через канал, а также снесено несколько домов по восточной стороне Крюкова канала. Благодаря этому и продолжению существовавшей улицы (ныне улица Труда) образовалась Благовещенская площадь. Так как со стороны Васильевского острова съезд с моста не переходил в улицу, часть берега была подсыпана и обрамлена набережной с устройством большого съезда к воде предмостная площадь.

### Мост 1850 года
11 февраля 1842 года от Главного управления путей сообщений и общественных зданий последовало указание М. Г. Дестрему составить проект и смету на сооружение постоянного моста через Неву. Дестрем, в свою очередь, поручил выполнение этого проекта инженер-майору С. В. Кербедзу, прикомандировав к нему в качестве помощников инженер-поручика И. В. Кербедза и чертёжника из Депо карт Бульмеринга. Архитектором выступил А. П. Брюллов. В наибольшей степени местным условиям удовлетворял чугунный мост на каменных опорах. Проект моста был утверждён 15 октября того же года.
После строительства моста возник анекдот, согласно которому Николай I обещал Кербедзу повышать его в звании за каждый построенный пролёт моста, после чего инженер быстро пересмотрел проект и увеличил число пролётов. Начав проект в чине капитана, Кербедз закончил сооружение моста генералом. Эта легенда ничего общего не имеет с действительностью, так как Кербедз начал строить мост в чине майора, в 1843 году он стал подполковником и только 11 апреля 1850 года — полковником Корпуса инженеров путей сообщения. В связи с окончанием постройки моста он 21 ноября 1850 года получил воинское звание генерал-майора. Видимо, последнее повышение в чине через семь с небольшим месяцев, то есть раньше обычного срока, и послужило основанием для этой легенды. А. И. Дельвиг в своих воспоминаниях отмечал: «Император Николай Павлович часто посещал постройку и разными путями дошел до убеждения, что Кербедз не имеет никаких незаконных выгод при постройке, что тогда было довольно редким исключением».
Закладка моста состоялась 1 января 1843 года. Генеральный контракт на строительство получила американская фирма Уайненса, Харрисона и Иствика. Строительство велось под руководством С. В. Кербедза. В сооружении моста принимал участие американский инженер Дж. Уистлер.
Строительство первого постоянного моста через Неву было сопряжено с большими трудностями. Грунтовые условия на трассе моста оказались чрезвычайно неблагоприятными для сооружения оснований под опорами, что усугублялось естественными факторами: большой глубиной, быстрым течением реки и периодическими колебаниями её уровня, вызываемые ветрами западного направления. Для производства работ необходимо было построить ряд машин и механизмов: станки для подводных пил, подъёмные краны, рамы с механизмами, водолазные колокола, вороты, копры со сваебойными бабами, машины для испытания частей ферм по особой программе, разнообразные инструменты. При работах использовалось оборудование, по инициативе П. П. Мельникова выписанное в 1843 году из США, численность занятых рабочих приближалась к полутора тысячам.
До начала строительства грунт реки Невы по оси моста был испытан забивкой пробных свай и зондировкой:28:139. Место каждой будущей опоры было ограждено перемычкой из деревянного шпунта. Под её защитой были забиты многочисленные деревянные сваи, а затем вся нижняя часть опоры была укреплена мощной обсыпкой из камня. Верхние части свай были соединены системой деревянных брусьев, и на таких «ростверках» были возведены каменные массивы опор, облицованных гранитом:142—143.
Одновременно со строительством моста С. В. Кербедзом была выполнена реконструкция Английской набережной, а инженером путей сообщения А. А. Серебряковым — набережной Невы от Академии Художеств до Горного института.
Первый речной устой был заложен 10 октября 1843 года. Для закладки быков было изготовлено 7 медных досок с надписями. Под каждой доской помещено 20 монет разного достоинства времен царствования Николая I на общую сумму 34 рубля 10 ¾ копейки. При реконструкции моста в 2005—2007 годах была найдена одна из закладных досок со следующим текстом: 

«В царствование / Императора Николая Первого / по Высочайшему / Его Императорского Величества / повелению / заложен речной бык / постоянного Невского моста, / Лета 1845.го / Распоряжением / Главноуправляющего Путями Сообщения и / Публичными Зданиями, / Генерал-адъютанта, Генерала от Инфантерии / Графа Клейнмихеля. / По плану, составленному Инженер Полковником С. Кербедзом I,м / под руководством Инженер Генерал-адъютанта Дестрема / Производители работ инженеры / Капитан И. Кербедз 2,й / Поручик Л. Павловский».

Чугунные конструкции пролётного строения моста были заказаны английскому заводу «Бюрн, Кертис и Кеннеди» за сумму около 650 тыс. рублей серебром. Во избежание возможного расхождения размеров чугунных арок с пролётами возводимых быков были изготовлены эталоны — два железных футовика. Один из них был выдан представителю завода Кертису для руководства при изготовлении изделий на заводах, а другой, за подписью Кертиса, находился у директора работ моста для точной разметки всех частей возводимых опор. Монтаж металлических конструкций арочных пролётов, поставленных из Англии, осуществляла фирма Уайненса, Харрисона и Иствика. Сборка арок велась на передвижных деревянных фермах Гау. Конструкции разводного пролёта были изготовлены на заводе Берда и смонтированы в 1847—1849 годах.
Петербургская газета «Северная пчела» писала 16 (28) сентября 1844 года:

Самая постройка моста дело гигантское. Едва ли в новые времена проводились работы по такому огромному плану, с такою удивительной точностью, изяществом, вкусом и из такого драгоценного материала! Горы гранита переброшены сюда из Финляндии и, как нежный воск, повинуются гениальной мысли человека! Паровые машины бьют сваи посреди быстрой и глубокой Невы, между тем как под водою устраивают прочные каменные фундаменты, на укрепленном сваями грунте.

Открытие моста состоялось 21 ноября 1850 года, в день празднования Введения во храм Пресвятой Богородицы. В одиннадцатом часу было совершено молебствие и освящение моста при огромном скоплении народа всех сословий. Во втором часу на торжество прибыли государь император, их императорские высочества, великие князья и особы высочайшей свиты. В сопровождении огромной толпы все пешком устремились по мосту от Английской набережной до Васильевского острова. Первым по мосту шёл император в сопровождении Главноуправляющего Путями Сообщения и Публичными Зданиями графа П. А. Клейнмихеля, председателя Комитета сооружения моста генерал-лейтенанта М. Г. Дестрема, строителя моста С. В. Кербедза и многочисленной свиты. На середине моста Николай I остановился и в «изъявление своего удовольствия облобызал строителя моста» С. В. Кербедза. Обратное шествие было следующим: в первой коляске ехал император, во второй — великие князья Константин Николаевич и Михаил Николаевич, в третьей — великий князь Николай Николаевич, в четвёртой — Его Императорское Высочество герцог Лейхтенбергский. Народ, стоявший вокруг, громогласным «ура» сопровождал царственный поезд.
Все принимавшие участие в постройке моста были награждены Николаем I производством в чины и орденами. Генерал-лейтенант М. Г. Дестрем был произведен в инженер-генералы, С. В. Кербедз — в генерал-майоры с пожалованием ордена святого Владимира 3-й степени. Шести инженерам-производителям работ были пожалованы ордена и присвоены звания подполковников.
В честь постройки моста была выпущена серебряная памятная медаль (авторы А. Клепиков (реверс), А. Лялин (аверс) по эскизу графа Ф. Толстого). На аверсе изображена Афина Паллада переводящая Геракла через водный поток по положенной поперек его дубине, на реверсе изображён перспективный вид моста со стороны Васильевского острова, вверху увенчанный императорской короной двуглавый орёл с перунами и лавровым венком в лапах, в обрезе «НАЧАТЪ 1843 Г.—ОКОНЧЕНЪ 1850 Г.».
Поскольку постройка моста была крупнейшим событием отечественного мостостроения, Институт инженеров путей сообщения решил увековечить это сооружение, изготовив модель двух крайних пролётов моста со стороны Васильевского острова с механизмами разводной части в 1/36 натуральной величины. С. В. Кербедз несколько раз осматривал эту модель во время её создания, что обеспечило воспроизведение всех частей с большой точностью. По состоянию на январь 2022 года модель экспонируется в филиале Центрального музея железнодорожного транспорта Российской Федерации «Музей мостов».
Мост имел восемь пролётов, семь из которых перекрывали чугунные арочные полётные строения и восьмой — двукрылый, разводной, расположенный у берега Васильевского острова. Опорами пролётов являлись гранитные береговые устои и такие же промежуточные речные быки на деревянных сваях. Сваи основания опор возвышались над уровнем дна до двух метров и были окружены двумя рядами шпунта, а пространство между ними заполнили бетоном, изготовленным на гидравлической извести:89. Против размыва речного ложа предусматривалась отсыпь из булыжного камня на всю ширину реки, в пределах моста. Береговые устои, выложенные в подводной части из финляндского гранита, а в надводной — из сердобольского, были углублены в русло реки на 10 м. Для облицовки береговых устоев и быков был использован гранит, полученный после разборки стен Адмиралтейского и части Крюкова каналов. В плане быки имели вид четырехугольной правильной призмы с полукруглыми оконечностями, к которой со стороны течения приделан ледорез. Между устоем правого берега и толстым быком был выложен обратный свод как для укрепления дна и получения необходимого по глубине фарватера, так и для предохранения возможных подвижек толстого быка по направлению к береговой опоре:90:28.
Пролётные строения состояли из тринадцати чугунных сборных арок сплошного двутаврового сечения, объединённых поперечными связями. Стыки между балками были заполнены свинцовыми прокладками. Надарочная часть представляла собой решетчатую систему, собранную из чугунных элементов. Проезжую часть поддерживали чугунные плиты:89.
Разводной пролёт у правого берега отверстием 21,3 м состоял из двух раздельных частей, расположенных в плане под небольшим углом друг к другу:30. Каждое крыло поворачивалось в горизонтальной плоскости. Каждое крыло представляло собой сквозную ферму с чугунными раскосами и железными поясами и стяжками:90. Это был один из первых случаев применения металлических ферм в мостостроении и первый в мире пример использования металлической раскосной фермы в качестве крыла разводного пролёта.
Технические величины, характеризующие грандиозное по тому времени сооружение, следующие: длина моста — 298,2 м; длина пролётов нарастала к середине реки, первый был длиной 32,1 м, второй — 36,9 м, третий — 42,9 м, четвёртый (средний) — 46,8 м (по другим данным — 47,6 м:85); ширина проезжей части — 13,87 м; ширина моста между перилами 20,3 м; ширина тротуаров — по 3,2 м. По данным М. С. Бунина, на момент открытия Благовещенский мост являлся самым длинным чугунным мостом в мире. Общая стоимость строительства моста составила 4381,4 тыс. рублей.
Мост обладал прекрасно найденными пропорциями. Непрерывный ряд арок, прерываемый разводным пролётом у правого берега и береговым устоем у левого, создавал цельное впечатление, несмотря на различие их высот и величин пролётов. Пологость арок f/l была постоянной во всех пролётах, и это придавало силуэту моста особую чёткость и композиционную закономерность. Благовещенский мост был последним крупным чугунным мостом в России. У каждой опоры моста и на набережной были установлены газовые светильники (взамен первоначально планировавшихся гранитных колонн). Многогранные застекленные фонари, завершавшие стойки в виде колонн коринфского ордера на полом чугунном пьедестале, были изготовлены по проекту прапорщика Цветкова:8.
В процессе строительства моста возник замысел украсить его устои аллегорическими скульптурами. В 1843 году скульптор П. Клодт предложил поставить на мосту фигуру всадника на вздыбленном коне, с кинжалом защищающегося от напавшего на него тигра. В 1846 году П. Клодту и Н. Пименову поручается составить проект украшения моста. Клодт представил рисунок «воина на лошади». Скульптор Н. С. Пименов в течение 4 лет создал 7 проектов аллегорических скульптур: «Торжество над водой», «Торжество христианства или ниспровержение идолов», «Александр Невский вкладывает меч в ножны, благодаря Бога за победу», «Аллегория Москвы, устоявшей от трёх нашествий: татар, поляков и французов», «Аллегория Санкт-Петербурга как преемника европейского просвещения в России» (из четырёх фигур), «Аллегория Казани», «Аллегория Сибири» (из четырёх фигур). Судя по надписям на чертежах, статуи, символизирующие «Торжество над водой», «Санкт-Петербург» и «Москву», предполагалось установить на первом правобережном быке; другим аллегорическим скульптурным группам и статуям отводились места на береговых устоях. Однако деньги на изготовление этих скульптур для постановки на мосту Министерство финансов не отпустило. В 1854 году скульптор Пименов выполнил пять групп в малом виде и одну из них — «Уничтожение идолов», как самую удачную из всех, отлил из бронзы. Скульптура выставлялась на Лондонской всемирной выставке 1862 года.
В 1845 году архитектор К. И. Росси предложил установить перед въездами на мост четыре колонны Славы со скульптурами богини Ники (скульптор К. Д. Раух). Однако эта идея Росси не была осуществлена, две колонны Славы были установлены в начале Конногвардейского бульвара со стороны Исаакиевского собора.
В 1870-х годах скульптор Марк Антокольский предложил установить на мосту 4 конные статуи деятелей Русского государства: Владимира Святославича — просветителя, Ярослава Мудрого — законодателя, Ивана III — собирателя и Петра I — преобразователя России, первоначально предполагавшихся для Александровского моста. Но и в этот раз из-за финансовых трудностей скульптуры не были установлены на мосту.
В 1863 году по мосту проложили линию конно-железной дороги. В 1892 году из-за тряски, производимой транспортом, оказалась повреждена проложенная по мосту газовая магистраль, в результате чего в ней произошел взрыв газа.
В мае 1906 года, в связи с намеченным открытием трамвайного движения, была усилена проезжая часть разводного пролёта. Работы производились инженером С. С. Линда; технический надзор строительных работ осуществляли инженеры А. П. Пшеницкий и В. А. Берс. В октябре того же года 22 газовых фонаря были демонтированы с последующей заменой на новые фонари (по проекту архитектора М. М. Перетятковича:31). Рисунки новых фонарей по просьбе городской управы рассматривались советом Академии художеств и были одобрены с внесением ряда замечаний. Часть старых фонарей была перенесена к зданию Главного штаба, 6 фонарей установили у Невской ограды Летнего сада. По состоянию на 2022 год 16 фонарей находятся на Марсовом поле:8. 29 сентября 1907 года по мосту началось движение трамваев.
24 октября 1917 года по указанию Временного правительства мост был разведён и взят под охрану юнкеров. Утром 25 октября крейсер «Аврора» встал на якорь напротив среднего пролёта моста, в нескольких десятках метров ниже по течению. Под угрозой орудий крейсера юнкера покинули мост, после чего судовые электрики «Авроры» свели разводной пролёт. Вечером того же дня «Аврора» произвела один холостой выстрел, который, по версии ряда советских источников, послужил сигналом для начала штурма Зимнего дворца большевиками.

#### Часовня св. Николая Чудотворца
В 1853—1854 годах на быке у разводного пролёта по проекту архитектора А. И. Штакеншнейдера была построена часовня Николая Чудотворца. Главным фасадом и входом она была обращена к Английской набережной. Квадратное в плане (3,63х3,63 м) строение стояло на цоколе из красного полированного гранита. На фасаде, обращённом к Васильевскому острову, был вмонтирован образ св. Александра Невского, написанный Ф. С. Завьяловым. Весь металлический декор на часовне был позолочен. Стену напротив входа украшал большой, в золочёной раме, мозаичный образ святого Николая Чудотворца, созданный учениками Академии художеств в Италии.
В 1930 году часовня была снесена по ходатайству общества «Старый Петербург — Новый Ленинград». На освободившемся месте предполагалось установить памятник лейтенанту Шмидту.

### Мост 1939 года
К началу XX века, после открытия Морского канала и появления крупнотоннажных судов, возникла необходимость в реконструкции Николаевского моста. Разводной пролёт моста был наименьшим среди разводных мостов через Неву, к тому же он располагался непосредственно у правого берега:34. Кроме того, из-за несовершенства механической части разводного пролёта проводка судов совершалась чрезвычайно медленно (прогрессирующая деформация правобережного устоя вызывала заклинивание разводных механизмов, что вынуждало в последние годы перед его реконструкцией использовать буксиры при разводке моста).
До революции было составлено несколько проектов переустройства моста: начальником С.-Петербургского округа путей сообщения В. Е. Тимоновым (1901 год), инженером Г. Г. Кривошеиным (1907 год), инженерами А. М. Витолом и М. В. Глушковым (1910 год):29. Первая мировая война помешала осуществлению проектов реконструкции. В 1930-е годы, после открытия Беломорско-Балтийского канала и Волго-Балтийского водного пути, вопрос перестройки моста вновь стал актуален. В 1934 году постановлением Совета Труда и Обороны была образована междуведомственная комиссия по вопросу переустройства моста имени лейтенанта Шмидта:29.
6 мая 1936 года Совнарком СССР утвердил проект реконструкции моста, составленный инженерами Г. П. Передерием и В. И. Крыжановским:30. В декабре 1936 года были начаты работы по переустройству моста:31. Архитектурную часть проекта разрабатывал архитектор К. М. Дмитриев. Неудовлетворенный утверждённой композицией, он от дальнейшего участия в проекте отказался и для продолжения работ был привлечен архитектор Л. А. Носков. По приглашению Передерия прорабом на строительстве моста работал В. В. Демченко. Технические и рабочие проекты выполнялись под наблюдением комиссии в составе профессоров Н. А. Троцкого, А. А. Оля и архитектора Е. И. Катонина:46. Руководителем строительно-монтажных работ был А. Ф. Предовский, консультантом по сварочной технике выступил профессор Н. О. Окерблом:524, 526.
Изготовление и монтаж металлических пролётных строений, разводного пролёта и механизмов разводки выполнялось ленинградскими заводами (генподрядчиком выступал Кировский завод). Все металлические конструкции, запроектированные сварными, собирались на территории завода-изготовителя и доставлялись непосредственно к месту установки на понтонах с помощью буксиров:525, 528.
На время переустройства моста все виды городского движения переключались на соседние Республиканский и Кировский мосты; кроме того, для пешеходов устраивались в зимнее время пешеходные мостки по льду от Съездовской линии до площади Декабристов, а в летнее время организовывались перевозы от Съездовской линии до площади Декабристов и от 12—13-й линий к площади Труда.
Мост был открыт для движения транспорта 5 ноября 1938 года, торжественное открытие состоялось 7 ноября 1938 года. До приёмки моста комиссией в 1940 году он работал в режиме временной эксплуатации. Общая стоимость реконструкции моста по составленной технической смете, представленной на утверждение в НККХ РСФСР 14 декабря 1936 года, была определена в сумме 26 (по другим данным — 28:31) млн. рублей.
В целях экономии средств и времени было решено использовать старые опоры моста, перестроив только их верхние части. Опоры разводного пролёта были расширены для размещения в них механизмов развода, противовесов и пульта управления с использованием существующих свайных фундаментов.
Разводной пролёт, спроектированный инженером В. И. Крыжановским, был размещён над серединой русла реки, в самом глубоком месте:34. При разработке технического проекта были рассмотрены три системы разводных пролётов: вертикально-подъёмная, горизонтально-поворотная и раскрывающаяся:30. Был принят вариант двухкрылого раскрывающегося разводного пролёта, где основным элементом конструкции является мост с неподвижной осью и жёстко прикреплённым противовесом. В наведённом состоянии разводное пролётное строение превращалось в балочно-консольную систему. Форма балок разводного пролёта была принята прямолинейного очертания, как более увязанного с общим рисунком моста и в то же время обеспечивающего большую жёсткость крыла:31.
Старый разводной пролёт был перекрыт железобетонным пролётным строением двухшарнирной арочной системы с гранитной облицовкой:30. Чугунные арочные пролётные строения заменены трёхпролётными цельносварными металлическими пролётными строениями балочно-неразрезной системы. В поперечном сечении он состоял из двух коробчатых главных балок, объединённых между собой продольными и поперечными связями.
Технические данные перестроенного моста: ширина моста между перилами (увеличена на 4 м) — 24 м; ширина проезжей части — 18 м; тротуаров — по 3 м; общая длина моста 331 м; отверстие разводного пролёта — 42,0 м. Разбивка моста на пролёты осталась прежней: по три пролёта моста с каждой стороны от среднего разводного пролёта перекрыты неразрезными пролётными строениями с пролётами 35,2 + 41,3 + 44,8 м. Масса всего нового пролётного строения — 2400 т, что в 4 раза легче чугунных арок Николаевского моста (9500 т). Перильное ограждение и фонари были сохранены. На разводных опорах были сооружены 2 павильона (в левобережном размещен действующий механизм, а другой выполнен для симметричной композиции). Покрытие на постоянных пролётах было асфальтобетонное по железобетонным плитам, а на разводном пролёте — деревянное. В трамвайной полосе осталась торцевая мостовая. Старые чугунные арки моста в 1944—1945 годах были перевезены в Калинин (Тверь) и использованы при строительстве Нововолжского моста через Волгу.
В конструктивном плане новый мост являлся выдающимся достижением советской строительной техники 1930-х годов. Это был один из первых больших мостов с неразрезными пролётными строениями со сплошными стенками, построенных в СССР. При его строительстве был внесён ряд весьма значительных усовершенствований в технику мостостроения. Вместо заклёпок для соединения элементов пролётного строения использовалась электросварка:30:48. Такой способ соединения стальных элементов был впервые применён для изготовления столь грандиозной и ответственной конструкции. Это требовало большой технической смелости, поскольку многие специалисты опасались, что удары и сотрясения от проходящего транспорта могут быстро разрушить сварные швы (в 1938 году в Бельгии произошла крупная и весьма нашумевшая катастрофа: из-за плохого качества сварных швов новый мост через канал рухнул под обыкновенной телегой). После того, как сварные стальные балки были установлены и на них была уложена железобетонная плита проезжей части, конструкцию моста испытали водяной статической нагрузкой:48. Для этого на плите проезжей части соорудили специальные резервуары и в них закачали воду:529. Этот способ проверки прочности конструкций ещё ни разу не применялся в подобных масштабах.
К усовершенствованиям мостостроительной техники нужно также отнести применение в процессе перестройки опор моста шведского способа подводного бетонирования — с использованием так называемого контрактора:48. Подводное бетонирование (толщиной слоя 0,7—0,8 м) осуществлялось в опускных железобетонных колодцах путём предварительной заброски, на всю высоту слоя, рваного камня или крупного щебня, диаметром в поперечнике 7—10 см, с последующим заполнением наброски цементным раствором через трубы, установленные по всей площади колодца.
Новый мост Лейтенанта Шмидта по конструкции являлся более современным и совершенным сооружением, но в архитектурном отношении (как балочный) значительно уступал своему предшественнику. Сохранившаяся от прежнего моста массивная решетка была негармонична с его новыми формами, что лишало все сооружение художественного единства.
В 1941—1943 годах, во время блокады, мосту был причинён ряд повреждений, вызванных попаданием в различные части моста артиллерийских снарядов и осколков авиабомб. На левобережных постоянных пролётах в зоне трамвайной полосы была разрушена железобетонная плита проезжей части и повреждены перила. Капитальный ремонт был проведен в кратчайшие сроки силами отдельного Ленинградского дорожно-мостового восстановительного батальона МПВО без закрытия движения транспорта.
В 1956 году на павильонах разводного пролёта были укреплены две мемориальные доски (архитектор А. К. Марченко), посвящённые П. П. Шмидту и авторам проекта. В 1975—1976 годах по проекту инженеров института «Ленгипроинжпроект» Б. Б. Левина и Б. Н. Брудно произведён капитальный ремонт разводного пролёта: деревянный настил заменён на эпосланбетонный по ортотропной плите, уложена новая гидроизоляция, деформационные швы и водоотводные трубки, установлено металлическое силовое ограждение. Работы выполнялись СУ-1 треста «Ленмостострой».

### Мост 2007 года
К началу XXI века мост имел ограничения грузоподъёмности автотранспортных средств до 20 т из-за недостаточной прочности металлоконструкций пролётных строений. Также частично были исчерпаны прочностные характеристики конструкции привода разводного пролёта. По оценкам исследовательских институтов, остаточный ресурс долговечности моста составлял 3—5 лет.
Градостроительный проект реконструкции моста Лейтенанта Шмидта был представлен на общественные слушания в конце апреля 2005 года. Заказчиком работ являлся Комитет по благоустройству и дорожному хозяйству администрации Санкт-Петербурга, генподрядчиком — ОАО «Мостоотряд № 19», генеральным проектировщиком — ЗАО «Институт „Стройпроект“». Автор проекта реконструкции — Т. Ю. Кузнецова, архитектор — А. Е. Горюнов, главный инженер ЗАО «Мостоотряд 19» — Н. А. Тарбаев, ответственный производитель работ — И. Е. Кан. Технический надзор осуществляла СПб ГУ «Дирекция Транспортного строительства», главный инженер надзора — О. В. Зырянов , инспектор надзора — О. Т. Минагулов. Проект реконструкции предусматривал увеличение ширины моста до 37 м и полную замену пролётных строений. Механизмы разводного пролёта моста разработаны под руководством профессора кафедры ПГУПС Г. И. Богданова.
Для сохранения транспортной связи между Васильевским островом и Центральным районом в период проведения работ рядом с мостом Лейтенанта Шмидта на 20 м выше по течению по проекту Ю. Ю. Крылова был возведён временный мост-дублёр с разводным пролётным строением вертикально-подъемной системы. Опоры временного моста были сооружены при помощи плавсредств и представляли собой замкнутый контур шпунтового ограждения. Пролётные строения собирались в первом пролёте со стороны правого берега на стапеле, расположенном в русле, и надвигались продольной надвижкой гидравлическими домкратами, будучи объединёнными в неразрезную плеть, в том числе и разводной пролёт. Пролётное строение временного моста состояло из сборно-разборной блочной конструкции с ортотропной проезжей частью.
Строительство велось с сентября 2005 года, движение автомобилей и пешеходов по мосту было открыто 9 мая 2006 года. Временный мост получил неофициальное название «сын лейтенанта Шмидта».
После переключения движения на временный мост начались работы по реконструкции постоянного моста. При разборке конструкций была обнаружена сквозная трещина в одной из главных балок, образовавшаяся из-за сильных морозов в 2006 году. Разборка пролётных строений осуществлялась методом «на себя» и начиналась с разводных крыльев разводного пролёта одновременно в разные стороны: со стороны правого берега силами ОАО «Мостоотряд № 19», а со стороны левого берега силами ЗАО «Пилон». Сначала были разобраны крылья, а затем техникой, размещённой на пролётах, разбирались железобетонная плита и потом с использованием плавучего крана отрезались металлические коробки пролётных строений.
Металлоконструкции пролётного строения были изготовлены ЗАО «Курганстальмост». 16 сентября 2006 года начался монтаж металлических пролётных строений. Пролёты собирались на стапеле, расположенном в акватории Невы. С правого берега у Румянцевского спуска, а с левого — с низовой стороны моста. Пролётные строения был разделены на два монтажных блока, весом около 700 т каждый, собраны на стапеле, после чего перемещались поперечной надвижкой по пирсам на специально оборудованную плавсистему из понтонов. Затем с помощью буксиров плавсистема с пролётными строениями сплавлялась ниже по течению, проводилась под разведённым пролётом временного моста и заводилась в пролёты постоянного. Монтажные блоки объединялись на месте при помощи сварки. Разводные крылья (из двух частей) монтировались при помощи плавучих кранов по частям и объединялись сваркой при монтаже. Последний этап наводки пролётного строения основного моста был выполнен 26 марта 2007 года. 2 апреля был закончен монтаж механизмов разводного пролёта, а 10 апреля разводной пролёт пропустил первые речные суда. В середине июля на мосту завершились отделочные работы, и строители приступили к укладке верхнего слоя асфальта. 25 июля мост прошёл испытание на прочность грузовым транспортом.
Реконструкция включала внедрение системы автоматизированного контроля и управления разводкой моста. Было произведено проектирование и замена всего электропривода гидравлической системы (за исключением двигателей), ручное управление мостом заменено на автоматизированную систему.
Чтобы максимально уменьшить размер противовеса, сохранив при этом его массу, было решено вместо чугуна, из которого обычно изготавливается конструкция, использовать свинец. На разводной пролёт моста установлен компактный гидропривод, оснащённый новыми гидроцилиндрами. Благодаря экономии в массе (часть веса перенесена с разводных на постоянные пролёты моста) при реконструкции моста отпала необходимость в ремонте опор разводного пролёта. На мосту демонтированы трамвайные пути, установлены барьеры, разделяющие встречные полосы, установлены автоматические заградительные барьеры (аналогичные применяемым на железнодорожных переездах), ограничивающие доступ автомобилей на мост в период разводки.
15 августа 2007 года при участии губернатора Санкт-Петербурга Валентины Матвиенко состоялась торжественная церемония открытия реконструированного моста. Совместно с праправнучкой С. В. Кербедза губернатор нажала зелёную кнопку и под звуки гимна Санкт-Петербурга были сведены разводные пролёты. После этого со стороны Адмиралтейского района на Васильевский остров проследовали: военно-духовой оркестр, ретро-автомобили и тяжелогрузные машины.
Мост-дублёр планировалось использовать во время реконструкции Дворцового моста, но в декабре 2007 года мост-дублёр был разобран, вывезен на площадку временного хранения и впоследствии использован при реконструкции Большого Петровского моста. В 2019 году ООО «КАСТ» выполнены работы по реставрации мемориальных досок на павильонах моста, восстановлена позолота отдельных элементов.

## Конструкция
Мост имеет восемь пролётов, семь из которых перекрывают стальные пролётные строения и восьмой — двукрылый, разводной, расположенный в центре реки. Полная длина современного моста по передним граням шкафных стенок устоев — 355,91 м, ширина моста 37,0 м (ширина проезжей части — 2х15 м и два тротуара по 3 м). Схема разбивки на пролёты (37,60 + 41,30 + 47,10) + 25,56 & 25,56 + (47,10 + 41,30 + 37,60) + (5,91) + 25,7 м. Общий вес металлоконструкций — 4360 т.
Стационарные пролётные строения реконструированного моста представляют собой две трехпролётные неразрезные системы по схеме 37,6 + 41,3 + 47,1 м (со стороны берега). Каждое пролётное строение состоит из 4 главных балок с расстоянием между ними в осях 9,4+7,2+9,4 м со сквозными стенками переменной высоты, стилизованных под ферму с крестовой решеткой. Главные фермы — цельносварные из низколегированной конструкционной стали. Прямолинейный верхний пояс и криволинейный нижний — замкнутого коробчатого сечения. Поверху главные фермы объединены ортотропной плитой проезжей части, понизу фермы объединены распорками. Настил плиты проезжей части усилен коробчатыми продольными рёбрами. Опирание пролётного строения осуществляется при помощи жёсткой вставки-стенки, выполняющей роль встроенного ригеля и позволяющей опирать пролётное строение не под крайней фермой, которая свисает с опоры, а на опоре.
Правобережное стационарное пролётное строение — сталежелезобетонное, балочно-разрезное, расчётной длиной 25,70 м. Пролётное строение состоит из 14 металлических, цельносварных двутавровых балок переменной высоты, и соединённых между собой поперечными связями и железобетонной плитой проезжей части, включённой в совместную работу с балками пролётного строения при помощи стержневых упоров типа «Нельсон».
Разводной пролёт двукрылый, раскрывающейся системы. Каждое крыло разводного пролётного строения состоит из 4 главных балок со сквозными стенками переменной высоты, стилизованных под фермы с крестовой решёткой. Балки объединены между собой ортотропной плитой проезжей части и поперечными связями. Длина разводного пролёта 51,2 м. Максимальный проектный угол раскрытия крыла 72º. Статическая схема в наведённом положении — балочная, величина пролёта в свету 45 м.
Механизм разводки — гидравлические домкраты. В разведённом положении крылья моста фиксируются замками запирания, которые установлены на опорах. Фиксация крыльев от самопроизвольного закрытия осуществляется при помощи выдвигаемых из замков ригелей. Для гашения вертикальных колебаний над противовесной частью установлен демпфер, позволяющий контролировать усилие на стационарное пролётное строение в наведённом положении крыла. Привод демпфера гидравлический. Пролётный замок выполнен «шарнирным», в наведенном положении воспринимает поперечную силу от временной нагрузки и компенсирует линейные температурные перемещения. Для синхронизации крыльев при наводке моста установлены специальные синхронизирующие устройства.
Для сохранения конструкций оригинальных фундаментов и опор разводного пролёта опирание стационарного пролётного строения на быки разводного пролёта выполнено по оси фундамента, а разводное пролётное строение объединено со стационарным через общие узлы — ось вращения и ось положительной опорной части. Такое техническое решение позволило сделать разводной пролёт фактически консольной частью стационарного.
Левобережный устой представляет собой массив из гранитной кладки на гидравлическом известковом растворе с железобетонной насадкой, выполняющей роль свода над Крюковым каналом, заключённым в тело устоя. Правобережный устой представляет собой сплошной массив из бутового плитняка, облицованного штучным гранитным камнем на гидравлическом известковом растворе. Все промежуточные опоры сооружены на свайном основании, облицованы гранитом. Тела опор разводного пролёта от верха ростверка до отметки +2,39 м из монолитного железобетона с гранитной облицовкой.
Мост предназначен для движения автотранспорта и пешеходов. Габарит проезжей части — 2х15 м. Проезжая часть моста включает в себя 8 полос для движения автотранспорта. Тротуары отделены от проезжей части металлическим парапетом. По оси моста, на всей длине, устроена разделительная полоса. Покрытие проезжей части — литой асфальтобетон и ЩМА. На постоянных пролётах установлено чугунное перильное ограждение, на разводном — силуминовое индивидуального художественного литья от старого моста 1850 года высотой 1,22 м. На опорах разводного пролёта установлен металлический парапет, на устоях моста перильное ограждение завершается гранитными парапетами. На правобережном гранитном парапете по низовой стороне моста установлена памятная доска. Для освещения на мосту установлено 22 опоры освещения. На открылках устоев с верховой и низовой сторон расположены спуски к воде с площадками, облицованные гранитом.
Перильное ограждение является наиболее интересной и художественно исполненной частью декора моста. По оценке М. С. Бунина, художественные достоинства и чистота рисунка звеньев ограды позволяют считать их лучшими произведениями подобных элементов. Большинство источников автором перильного ограждения называют архитектора А. П. Брюллова. Историк искусства В. Я. Курбатов приписывал авторство О. Монферрану. Однако Брюллов принимал участие только в первоначальной разработке рисунка перил моста, окончательный вариант перильного ограждения выполнил архитектор Н. Е. Ефимов. Перила были изготовлены на заводе Берда. Поскольку мост пересёк Неву неподалёку от выхода в залив, в композицию его перил решено было ввести аллегории морской стихии. В каждой секции изображён трезубец, к которому обращены с двух сторон фантастические морские коньки, задние части которых в виде завитых рыбьих хвостов вплетены в симметричный растительный фигурный орнамент.
Мемориальная доска на правобережном павильоне:

«В память русского морского офицера Петра Петровича Шмидта, принявшего командование восставшим против царского самодержавия крейсером „Очаков“ в ноябре 1905 года в Севастополе и казненного в марте 1906 года вместе с другими руководителями восстания — С. П. Частником, Н. Г. Антоненко и А. И. Гладковым, — этот мост в 1918 году назван именем Лейтенанта Шмидта»

Мемориальная доска на левобережном павильоне:

«Мост имени Лейтенанта Шмидта, первый постоянный мост через Неву, сооружен в 1842—1850 гг. по проекту русского инженера С. В. Кербедза.

В 1937—1938 гг. мост заново перестроен по проекту академика Г. П. Передерия и архитектора Л. А. Носкова»

Ограждения, фонари и павильоны Благовещенского моста охраняются государством как объект культурного наследия России регионального значения. 
 Объект культурного наследия народов РФ регионального значения. Рег. № 781721247770005 (ЕГРОКН). Объект № 7802130000 (БД Викигида)